# Acalypha schlechteri
Acalypha schlechteri é uma espécie de flor do gênero Acalypha, pertencente à família Euphorbiaceae.